# 克拉克斯维克
克拉克斯维克是法罗群岛第二大城镇，位于博罗伊岛，是克拉克斯维克市镇的行政中心。该镇总人口4,992（2021年1月）。该地有一个用于渔业的港口。这里原本为4个农场，后发展为4个村庄，1938年合并为克拉克斯维克镇。2006年，北部島嶼隧道（Norðoyatunnilin）修建，以方便该地的交通。

## 友好城市
- 格陵兰 - 锡西米尤特
- 冰島 - 科帕沃于尔
- 挪威 - 特隆赫姆
- 瑞典 - 北雪平
- 芬兰 - 坦佩雷
- 丹麦 - 欧登塞
- 英国 - 苏格兰维克[4]
- 日本 - 和歌山县太地町[5][6]